# Johann Edmund Alex
Johann Edmund Alex (* 21. Februar 1840 in Lauchhammer; † 6. März 1886 in Etzdorf bei Döbeln) war ein deutscher evangelisch-lutherischer Pfarrer, der sich auch als Autor betätigte.

## Leben
Alex stammte aus der preußischen Provinz Sachsen. Nach dem Theologiestudium war er zunächst Hilfsprediger beim evangelischen Hofgottesdienst in Dresden und ab 1872 1. Geistlicher an der Gefangenen-Anstalt in Dresden. 1874 wurde Alex evangelisch-lutherischer Pfarrer in Etzdorf bei Döbeln. Er blieb bis zu seinem Tod im Alter von 46 Jahren im Amt. Bekannt wurde er durch sein mit Holzschnitten ausgestattetes Hauptwerk Aus den Katakomben des Kallist.
Sein Sohn Johann Gottfried Alex (1875–1949) wurde ebenfalls Pfarrer.

## Schriften (Auswahl)
- Aus den Katakomben des Kallist an der Via Appia zu Rom. Mit Holzschnitten. Naumann, Dresden 1868.